# لونا ۱۹
لونا ۱۹ (به انگلیسی: Luna 19) یا لونیک ۱۹ (به انگلیسی: Lunik 19) یک فضاپیمای بدون سرنشین برنامه لونا ساخت اتحاد جماهیر شوروی سوسیالیستی بود. این فضاپیما به مطالعهٔ سیستماتیک زمینه‌های گرانشی کره ماه و غلظت جمعی پرداخت. هم چنین به مطالعهٔ محیط تابش ماه، گاما، و بادهای خورشیدی پرداخت. از راه سیستم تلویزیونی، پوشش عکاسی نیز به دست آمد.